# Totenfliege
Die Toten- oder Friedhofsfliege (Cynomya mortuorum, Syn.: Cynomya hirta) ist eine Art aus der Familie der Schmeißfliegen (Calliphoridae).

## Merkmale
Die Totenfliege erreicht eine Körperlänge von 7 bis 18 Millimetern. Ihr Körper ist groß, langgestreckt und hat einen metallisch-blaugrünen Glanz. Von oben betrachtet ist ihr Hinterleib spitz trapezförmig. Das Gesicht ist merklich nach vorn verlängert. Beim Männchen sind ein Paar der Frontalborsten, der Scheitel und der Hinterkopf verdunkelt, der restliche Kopf und die Palpen sind kräftig orangegelb. Die Fühler sind dunkelbraun, ihr drittes Glied ist zum Teil verdunkelt. Die Fühlerborste (Arista) ist an beiden Seiten lang behaart. Am sechsten Tergit sind sie dicht abstehend behaart. Das siebte Tergit besitzt nur ein Drittel der Breite des fünften Tergits. Beim Weibchen ist die Stirnstrieme in ihrer unteren Hälfte braun. Am Mesonotum befindet sich hinter der Naht ein Paar Acrostichalborsten. Am fünften Tergit tragen sie eine dichte Reihe langer Randborsten. Die ähnliche Cynomya cadaverina besitzt hinter der Naht am Mesonotum zwei Paar Acrostichalborsten, zudem fehlen den Männchen die Frontalborsten.

## Vorkommen und Lebensweise
Die Art ist in der gesamten Holarktis verbreitet. Die Tiere fliegen von Mai bis September. Männchen kann man beim Sonnen auf Baumstämmen oder Hauswänden, Weibchen beim Blütenbesuch, aber auch an Kot und Aas beobachten. Sie legen ihre Eier an Aas, insbesondere an Fischen, ab. 

## Belege